# 臭化クロム(III)
臭化クロム(III)(Chromium(III) bromide)は、化学式CrBr3の無機化合物である。暗い色の固体で、透過光では緑色、反射光では赤色に見える。エチレンの重合に用いる触媒の前駆体として利用される。

## 合成
チューブ炉中で、1000℃で臭素蒸気とクロム粉末を反応させることで合成される。純粋なジエチルエーテルで抽出して臭化クロム(II)を除去し、続いて純粋なジエチルエーテルと純粋なエタノールで洗浄することで精製できる。
関連するクロム(III)ハロゲン化物の振る舞いに類似し、三臭化物は水に溶解してCrBr3(H2O)3を生成する。触媒量の還元剤を添加した場合のみ、臭化クロム(II)を生成する。還元剤は、固体の表面に臭化クロムを生成し、これが溶解し、Cr(III)に再酸化される。

## 反応
350-400℃で水素ガスにより還元され、臭化クロム(II)を生成する。
2 CrBr3  +  H2  →   2 CrBr2  +  2 HBr